# Complesso di specie

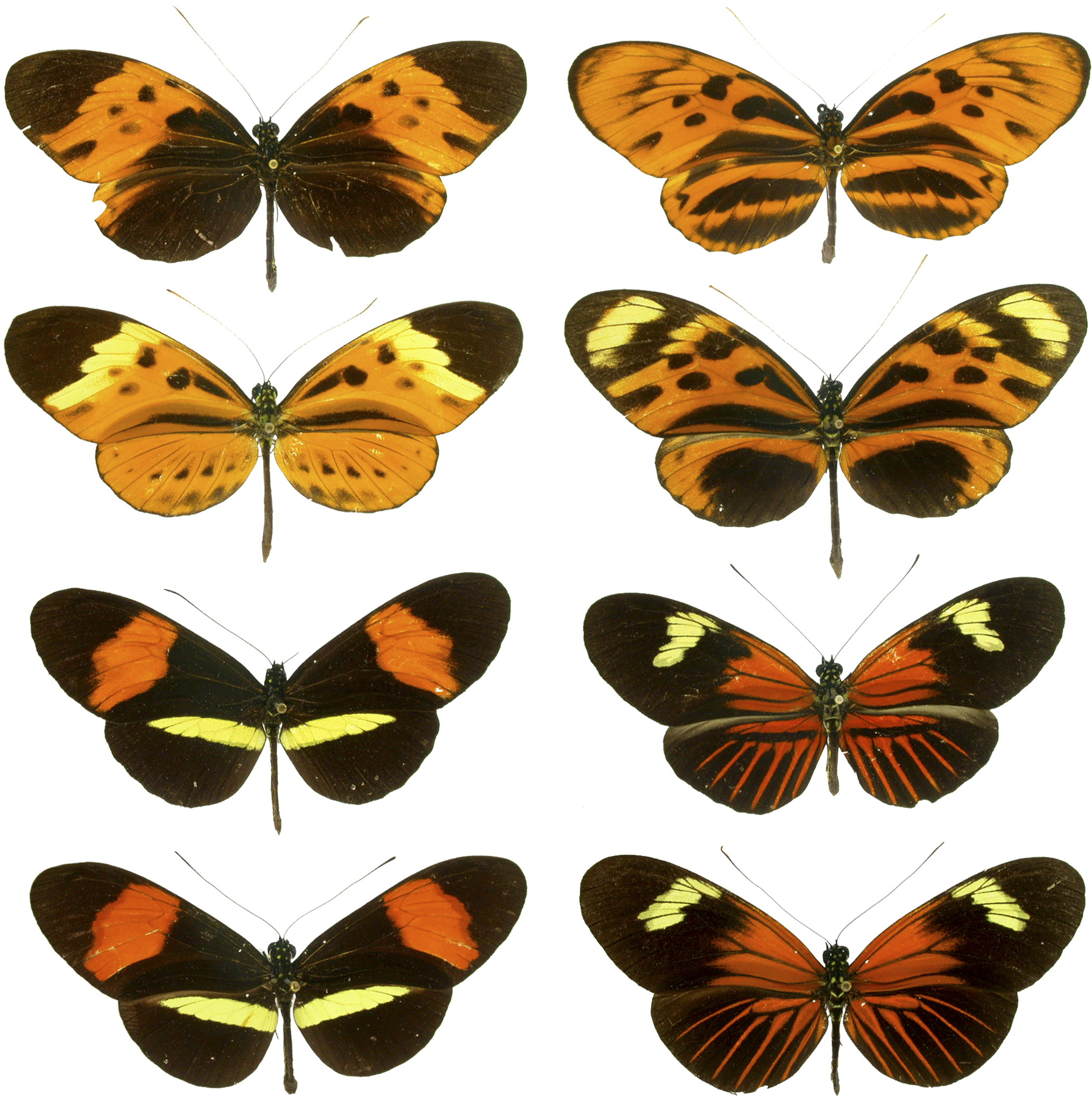
Il genere delle farfalle Heliconius contiene alcune specie estremamente difficili da distinguere.

In biologia, un complesso di specie è un gruppo di organismi strettamente correlati tra di loro che hanno un aspetto così simile che i confini tra di loro sono spesso poco chiari. Talvolta vengono indicati anche con termini più precisi, come specie criptiche per due o più specie nascoste sotto il nome di una singola specie, specie gemelle per due specie criptiche che sono l'una il parente più stretto dell'altra, e affollamento di specie per un gruppo di specie strettamente imparentate che vivono nello stesso habitat. Come ranghi tassonomici informali, vengono utilizzati anche gruppi di specie, aggregamenti di specie, macrospecie e superspecie.
Due o più taxa che un tempo erano considerati conspecifici (della stessa specie) possono essere successivamente suddivisi in taxa infraspecifici (taxa all'interno di una specie, come ceppi batterici o varietà vegetali), che sono complessi ma non sono complessi di specie.
Un complesso di specie è nella maggior parte dei casi un gruppo monofiletico con un antenato comune, ma ci sono delle eccezioni. Può rappresentare una fase iniziale dopo la speciazione, ma potrebbe anche essere stata separata per un lungo periodo senza che si siano sviluppate differenze morfologiche. La speciazione ibrida può essere una componente nell'evoluzione di un complesso di specie.
I complessi di specie esistono in tutti i gruppi di organismi e sono identificati dallo studio rigoroso delle differenze tra le singole specie che utilizza dettagli morfologici minuti, test di isolamento riproduttivo o metodi basati sul DNA, come la filogenetica molecolare e il barcoding del DNA. L'esistenza di specie estremamente simili può far sottovalutare la diversità delle Specie locale e globali. Il riconoscimento di specie simili ma distinte è importante per il controllo delle malattie e dei parassiti e nella biologia della conservazione, sebbene il tracciare linee di demarcazione tra le specie possa essere intrinsecamente difficile.

## Definizione

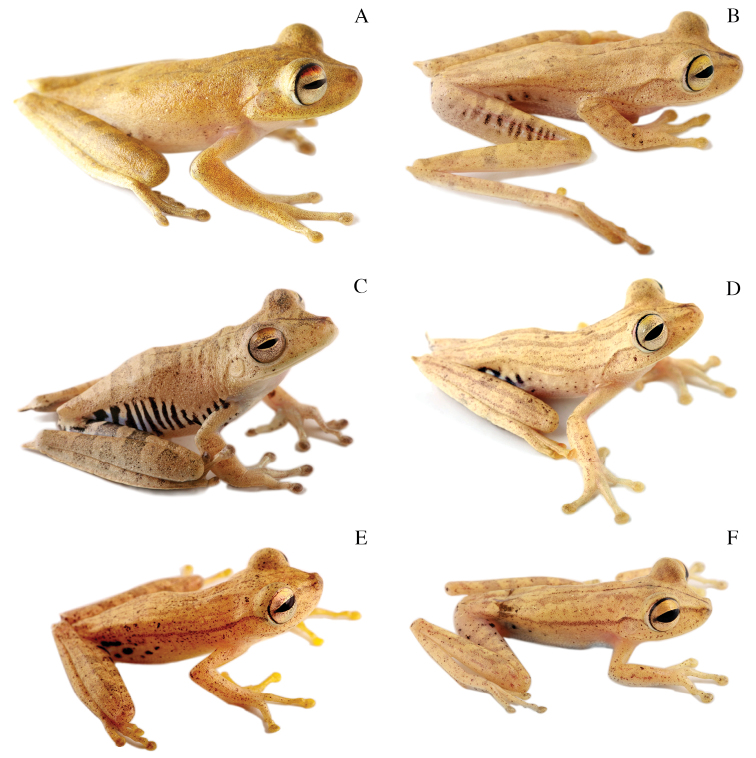
Almeno sei specie di raganella costituiscono il complesso di specie Hypsiboas calcaratus-fasciatus

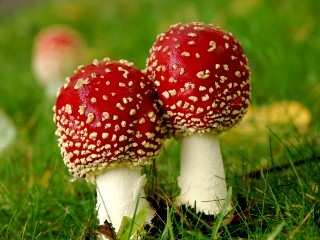
L'ovolo malefico comprende diverse specie criptiche, come dimostrano i dati genetici

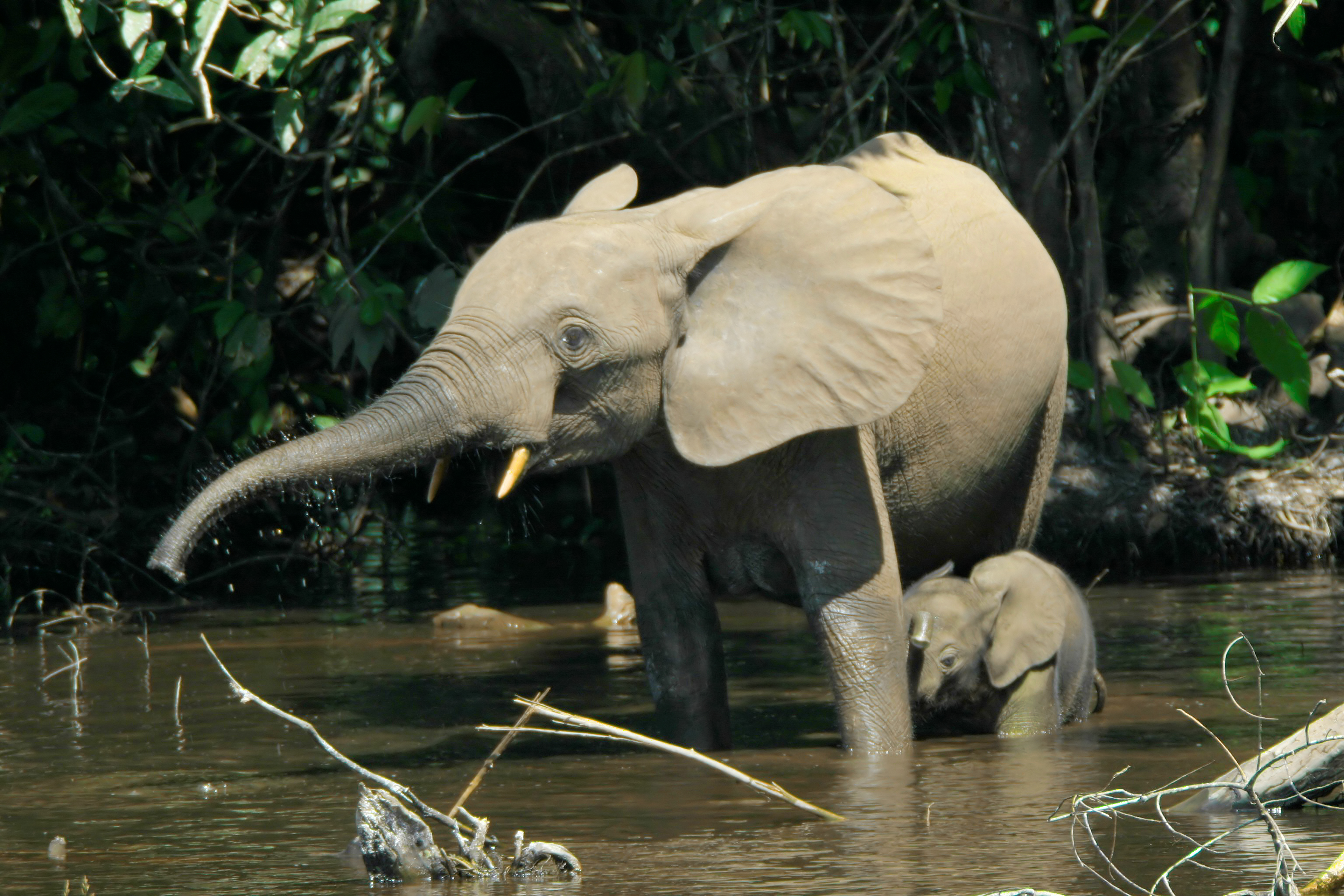
L'elefante africano di foresta è la specie gemella dell'elefante africano di savana

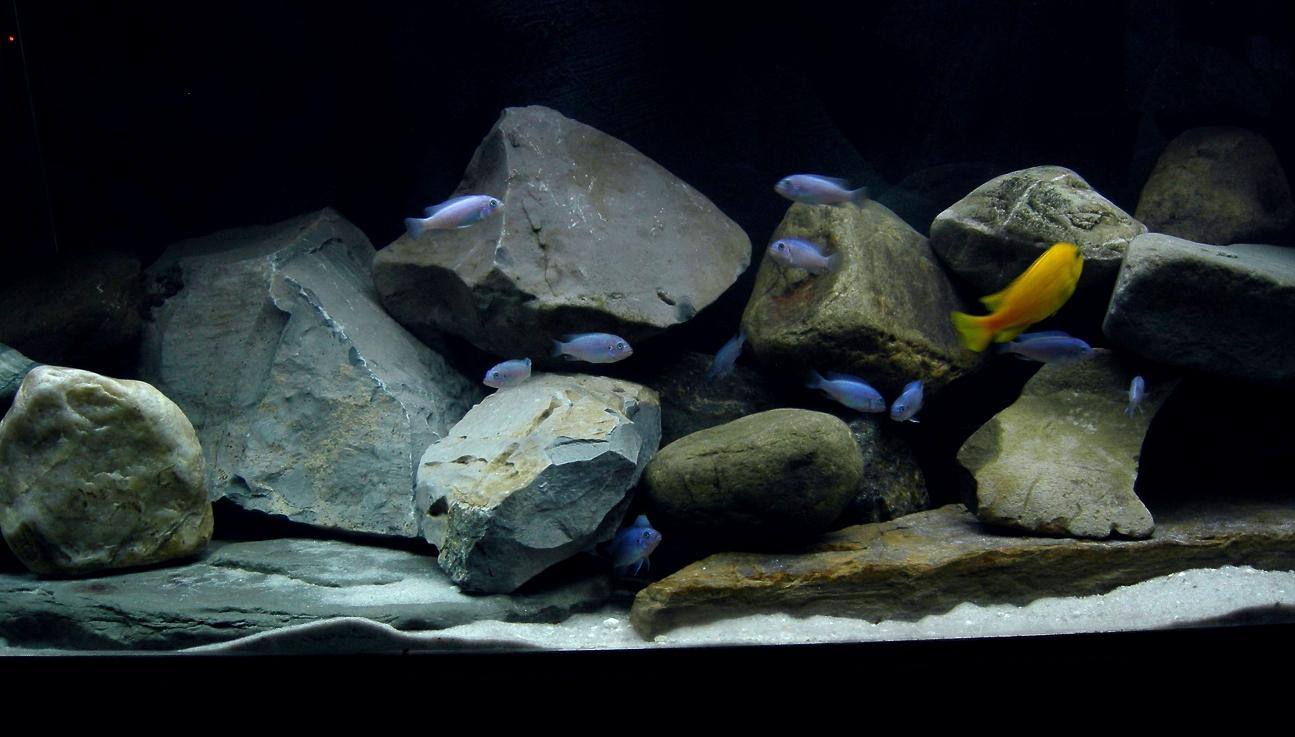
I ciclidi Mbuna formano un affollamento di specie nel lago Malawi

Un complesso di specie è generalmente considerato come un gruppo di specie vicine ma distinte. Ovviamente il concetto è strettamente legato alla definizione di specie. La biologia moderna definisce una specie come "lignaggio di metapopolazione in evoluzione separata", ma riconosce che i criteri per delimitare le specie possono dipendere dal gruppo studiato. Pertanto, molte specie tradizionalmente definite, basate solo sulla somiglianza morfologica, sono risultate essere diverse specie distinte quando vengono applicati altri criteri, come la differenziazione genetica o l'isolamento riproduttivo.
Un uso più ristretto si applica al termine per le specie correlate tra le quali si è verificata o sta avvenendo l'ibridazione, il che porta a forme intermedie e confini sfocati tra le specie. La classificazione informale, superspecie, può essere esemplificata dalla farfalla brizzolata, che è una superspecie ulteriormente suddivisa in tre sottospecie.
Alcuni autori applicano il termine a una specie con variabilità intraspecifica, che potrebbe essere un segno di speciazione in corso o incipiente. Esempi sono le specie ad anello
 o le specie con sottospecie, in cui spesso non è chiaro se debbano essere considerate specie se stanti.

### Concetti correlati
Diversi termini sono usati come sinonimi per un complesso di specie, ma alcuni di essi possono anche avere significati leggermente diversi o più ristretti. Nei codici di nomenclatura di zoologia e batteriologia, non sono definiti ranghi tassonomici a livello tra sottogeneri e specie, ma il codice botanico definisce quattro ranghi sotto i generi (sezione, sottosezioni, serie e sottoserie). Diverse soluzioni tassonomiche informali sono state utilizzate per indicare un complesso di specie.

#### Specie criptiche
Chiamata anche razza fisiologica (non comune). Questo descrive "specie distinte che sono erroneamente classificate (e nascoste) sotto un nome di specie". Più in generale, il termine è spesso applicato quando le specie, anche se sono note per essere distinte, non possono essere distinte in modo affidabile sulla base della morfologia. L'uso della razza fisiologica non è da confondere con la razza fisiologica.

#### Specie gemelle
Detta anche specie afanica. Questo termine, introdotto da Ernst Mayr nel 1942, fu inizialmente usato con lo stesso significato di specie criptica, ma autori successivi ne sottolinearono l'origine filogenetica comune. Un recente articolo definisce le specie gemelle come "specie sorelle criptiche", "due specie che sono le parenti più vicine l'una all'altra, e non sono state distinte l'una dall'altra tassonomicamente".

#### Affollamento di specie
Chiamato anche sciame di specie. Questo si riferisce a "un gruppo monofiletico di specie strettamente imparentate che vivono tutte nello stesso ecosistema". Al contrario, il termine è stato anche applicato in modo molto ampio a un gruppo di specie strettamente imparentate che possono essere variabili e diffuse. Da non confondere con uno stormo di specie miste, comportamento in cui uccelli di specie diverse si muovono insieme.

#### Superspecie
A volte usato come rango informale per una specie complessa attorno a una specie "rappresentativa". Reso popolare da Bernhard Rensch e successivamente da Ernst Mayr, con il requisito iniziale che le specie che formano una superspecie debbano avere distribuzioni allopatriche. Per le specie componenti di una superspecie, è stata proposta la nomenclatura allospecie.

#### Aggregamenti di specie
Usato per un complesso di specie, specialmente nei taxa vegetali dove sono comuni la polipoidia e l'apomissi. Sinonimi storici sono specie collettiva, introdotta da Adolf Engler, conspecie e grex. I componenti di un aggregamento di specie vengono chiamati segregati o microspecie. Usato come abbreviazione agg. dopo il nome binomiale della specie.

#### Sensu lato
Frase latina che significa "in senso lato", è spesso usata dopo un nome di specie binomiale, spesso abbreviato in sl, per indicare un complesso di specie rappresentato da quella specie.

## Identificazione
Distinguere specie strettamente imparentate all'interno di un complesso richiede lo studio di differenze spesso molto scarse. Le differenze morfologiche possono essere minime e visibili solo mediante l'uso di metodi adeguati, come la microscopia. Tuttavia, specie distinte a volte non presentano differenze morfologiche. In questi casi, possono essere esplorati altri caratteri, come la crescita, il comportamento, la fisiologia e la cariologia della specie. Ad esempio, i canti territoriali sono indicativi per ciascuna specie di rampichino, un genere di uccelli che presenta poche differenze morfologiche. I test d'accoppiamento sono comuni in alcuni gruppi come i funghi per confermare isolamento riproduttivo di due specie.
L'analisi delle sequenze di DNA sta diventando sempre più standard per il riconoscimento delle specie e può, in molti casi, essere l'unico metodo utile. Per analizzare tali dati genetici vengono utilizzati metodi diversi, come la filogenetica molecolare o il barcoding del DNA. Tali metodi hanno notevolmente contribuito alla scoperta di specie criptiche, comprese specie emblematiche come l'ovolo malefico o gli elefanti africani.

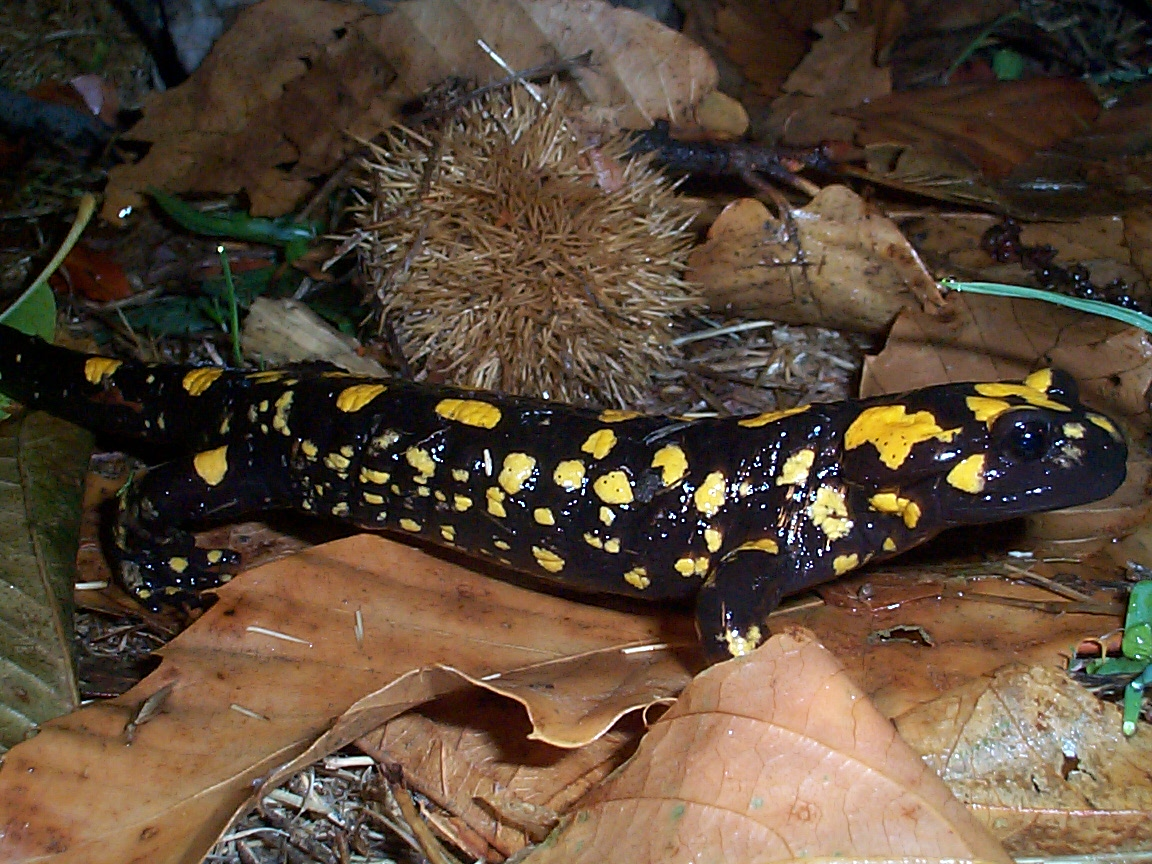
Salamandra corsica
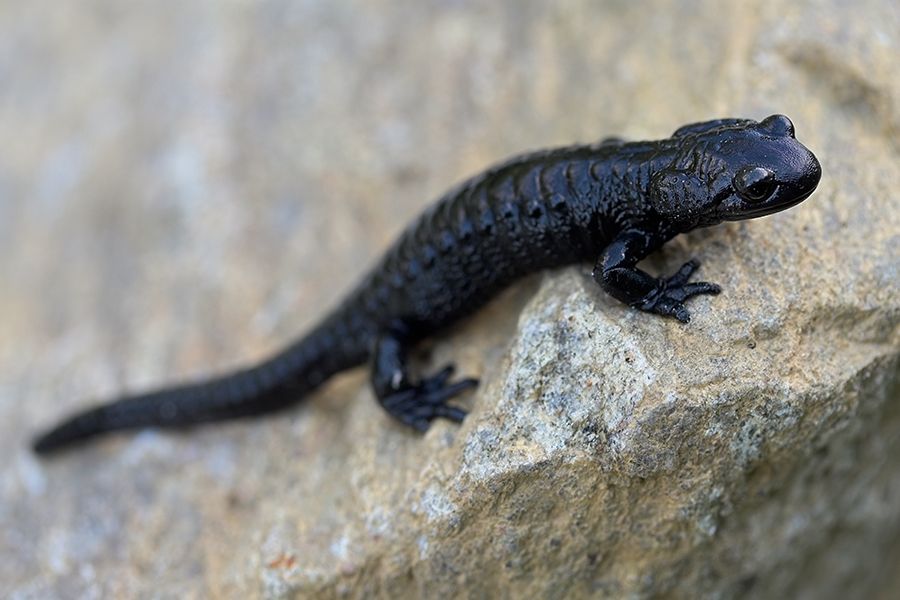
Salamandra atra
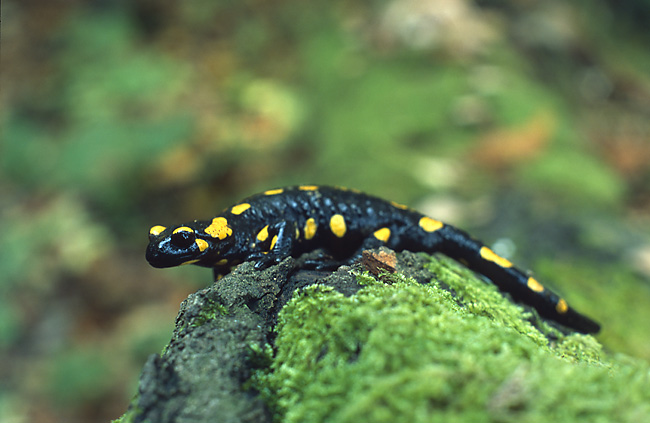
Salamandra salamandra

## Evoluzione ed ecologia

### Processo di speciazione

Un complesso di specie forma tipicamente un gruppo monofiletico che si è diversificato piuttosto di recente, come dimostrano i brevi rami tra le specie A–E (quadrato blu) in questo albero filogenetico

Le specie che formano un complesso si sono tipicamente separate molto di recente l'una dall'altra, il che a volte consente di ripercorrere il processo di speciazione. Le specie con popolazioni differenziate, come le specie ad anello, sono talvolta viste come un esempio di speciazione precoce e/o in corso: una specie complessa in formazione. Tuttavia, specie simili ma distinte sono state talvolta isolate per lungo tempo senza evolvere differenze, fenomeno noto come "stasi morfologica". Ad esempio, la rana amazzonica Pristimantis ockendeni è in realtà formata da almeno tre specie diverse che si sono discostate oltre 5 milioni di anni fa.
La selezione stabilizzante è stata identificata come la forza che mantiene le somiglianze morfologiche nei complessi di specie, specialmente quando si sono adattati ad ambienti specifici (come un ospite nel caso di simbionti o ambienti estremi). Ciò può vincolare possibili direzioni evolutive; in tali casi non è prevedibile una selezione fortemente divergente. Inoltre, la riproduzione asessuata, come attraverso l'apomissi nelle piante, può separare i lignaggi senza produrre un grande grado di differenziazione morfologica.

Possibili processi che spiegano la somiglianza di specie in un complesso di specie::
a – stasi morfologica
b – speciazione ibrida

Un complesso di specie è solitamente un gruppo che ha un antenato comune (un gruppo monofiletico), ma un esame più attento a volte può smentirlo. Ad esempio, le "salamandre pezzate" a macchie gialle del genere Salamandra, un tempo tutte classificate sotto la specie S. salamandra, non sono monofiletiche: è stato dimostrato che il parente più prossimo della salamandra pezzata corsica è la salamandra alpina, dalla colorazione interamente nera. In tali casi, la somiglianza emerge dall'evoluzione convergente.
La speciazione ibrida può portare a confini di specie poco chiari attraverso un processo di evoluzione reticolata, in cui le specie hanno due specie madri come loro antenati comuni più recenti. In questi casi, le specie ibride possono avere caratteri intermedi, come nelle farfalle Heliconius. La speciazione ibrida è stata osservata in vari complessi di specie, come insetti, funghi e piante. Nelle piante, l'ibridazione avviene spesso attraverso la poliploidizzazione e le specie di piante ibride sono chiamate nothospecie.

### Areale e habitat
Le fonti differiscono a seconda che i membri di un gruppo di specie condividano o meno un areale. Una fonte del Dipartimento di Agraria dell'Università statale dell'Iowa afferma che i membri di un gruppo di specie di solito hanno areali parzialmente sovrapposti ma non si incrociano tra loro. A Dictionary of Zoology (Oxford University Press 1999) descrive un gruppo di specie come un complesso di specie correlate che esistono allopatricamente e spiega che "il raggruppamento può spesso essere supportato da incroci sperimentali in cui solo alcune coppie di specie produrranno ibridi". Gli esempi forniti di seguito possono supportare entrambi gli usi del termine "gruppo di specie".
Spesso, tali complessi non diventano evidenti fino a quando una nuova specie non viene introdotta nel sistema, che abbatte le barriere di specie esistenti. Un esempio è l'introduzione della lumaca spagnola nel Nord Europa, dove l'incrocio con la lumaca nera locale e la lumaca rossa, che erano tradizionalmente considerate specie chiaramente separate che non si incrociavano, mostra che potrebbero essere in realtà solo sottospecie della stessa specie.
Laddove specie strettamente imparentate coesistono in simpatria, è spesso una sfida capire come specie simili persistono senza superarsi a vicenda. Il partizionamento delle nicchie ecologiche è un meccanismo invocato per spiegarlo. In effetti, gli studi su alcuni complessi di specie suggeriscono che la divergenza delle specie va alla pari con la differenziazione ecologica, in cui le varie specie prediligono diversi microhabitat. Metodi simili hanno anche scoperto che la rana amazzonica Eleutherodactylus ockendeni è in realtà composta da almeno tre specie diverse che si sono discostate oltre 5 milioni di anni fa.
Un branco di specie può sorgere quando una specie penetra in una nuova area geografica e si diversifica per occupare una varietà di nicchie ecologiche, un processo noto come radiazione adattativa. La prima specie ad essere riconosciuta come tale fu quella delle 13 specie di fringuelli di Darwin delle isole Galápagos descritte da Charles Darwin.

## Implicazioni pratiche

### Stime sulla biodiversità
È stato suggerito che i complessi di specie criptiche siano molto comuni nell'ambiente marino. Tale ipotesi venne formulata prima dell'analisi dettagliata di molti sistemi che utilizzano i dati della sequenza del DNA, ma si è dimostrato corretto. L'uso crescente della sequenza del DNA nell'indagine sulla diversità degli organismi (chiamata anche filogeografia e barcoding del DNA) ha portato alla scoperta di un gran numero di complessi di specie criptiche in molti habitat. Nel briozoo marino Celleporella hyalina, analisi morfologiche dettagliate e test di compatibilità di accoppiamento tra popolazioni isolate identificati dall'analisi della sequenza del DNA sono stati utilizzati per confermare che questi gruppi erano costituiti da più di 10 specie ecologicamente distinte, che divergevano da diversi milioni di anni.
L'evidenza dall'identificazione di specie criptiche ha portato alcuni studiosi a concludere che le attuali stime della ricchezza globale delle specie siano troppo basse.

### Controllo delle malattie e degli agenti patogeni

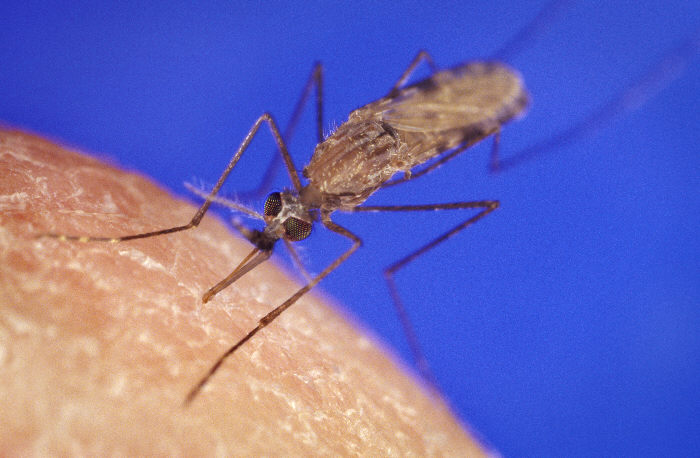
Il complesso di zanzare Anopheles gambiae contiene sia specie vettrici della malaria che specie innocue.

I parassiti, le specie che causano malattie e i loro vettori, hanno un'importanza diretta per l'uomo. Quando si scopre che sono complessi di specie criptiche, l'ecologia e la virulenza di ciascuna di queste specie devono essere rivalutate per elaborare strategie di controllo appropriate. Esempi sono specie criptiche nel genere delle zanzare vettrici della malaria, Anopheles, i funghi che causano la criptococcosi e le specie sorelle di Bactrocera tryoni, o mosca della frutta del Queensland. Quel parassita è indistinguibile da due specie gemelle tranne per il fatto che B. tryoni infligge danni diffusi e devastanti ai raccolti di frutta australiani, mentre le specie gemelle no.

### Biologia della conservazione
Quando si scopre che una specie è in realtà composta da diverse specie filogeneticamente distinte, ognuna di queste specie ha tipicamente areali e popolazione più piccoli di quanto si pensasse. Le diverse specie possono anche differire nella loro ecologia, ad esempio possono differenziarsi per la loro dieta o nei requisiti dell'habitat, che devono essere presi in considerazione per una gestione adeguata dell'animale. Ad esempio, le popolazioni e le sottospecie di giraffe differiscono geneticamente a tal punto da poter essere considerate specie a sé stanti. Sebbene la giraffa, nel suo insieme, non sia considerata un animale minacciato d'estinzione, se ogni specie criptica viene considerata separatamente, ogni specie ha un livello di minaccia molto più alto.